# George A. Irwin
George Alexander Irwin (17 de novembro de 1844 - 23 de maio de 1913) foi um administrador, Pastor e Presidente da Associação Geral da Igreja Adventista do Sétimo Dia no período de 1897 a 1901. 

## História
Irwin nasceu perto da cidade de Mount Vernon (Ohio), no estado norte-americano de Ohio, Condado de Knox em 17 de novembro de 1844. Aos 17 anos ele se voluntariou para o Exército durante a Guerra Civil Americana, onde foi colocado com o 20º Regimento da Infantaria voluntária de Ohio. Ele foi capturado perto de Atlanta ficando detido por algum tempo na Prisão de Andersonville. .
Em 1867, Irwin se casou com uma professora chamado Nettie Johnson. A família de George Irwin foram convertidos à fé Adventista do Sétimo Dia em 1885 por uma série de reuniões realizadas por D. E. Lindsay e W. H. Saxby. Ele se tornou presidente da Associação Adventistas do Sétimo Dia de Ohio em 1889. Em março de 1897, ele foi eleito Presidente da Associação Geral da [Igreja Adventista do Sétimo Dia]], em sessão da Conferência Geral, realizada em Lincoln, Capital do Estado de Nebraska. Como presidente, ele procurou reorganizar os deveres do ministério e organizou uma turnê na Austrália.
Arthur Grosvenor Daniells foi eleito presidente da Associação Geral em 1901. Irwin foi convidado a substituí-lo como chefe da União da Australiana da Igreja Adventista. Ele se mostrou desanimado em relação ao seu despenho como presidente da Conferência Geral, considerando que foi fracassado no seu papel como administrador". Ele voltou para os Estados Unidos em 1905 e voltou a servir como vice-presidente da Associação Geral. Ele foi empossado como presidente da Conferência dos Adventistas do Sétimo Dia da União do Pacifico, em 1910. Dois anos depois, em 1912 Ele deixou este cargo e assumiu a presidência do Conselho Administrativo da que é hoje a Universidade de Loma Linda. 
A provável razão para esta mudança foi a sua saúde debilitada. Ele sofreu problemas de saúde até a sua morte em 23 de maio de 1913.